# Mewa karaibska
Mewa karaibska (Leucophaeus atricilla) – gatunek ptaka z rodziny mewowatych (Laridae). Zamieszkuje Amerykę Północną, zimą także wybrzeża Ameryki Południowej. Nie jest zagrożony wyginięciem.

## Morfologia
WyglądSmukła, długoskrzydła mewa. Ołowianoszary wierzch ciała, czarne końcówki skrzydeł, biały tułów, czarna głowa z białymi półksiężycami nad i pod okiem. Dziób czerwony, nogi ciemne. W upierzeniu zimowym głowa biała z szarymi plamkami, dziób czarny. Osobniki dorastające szare, ciemne z wierzchu, z brązowym płaszczem. Osobniki młode brązowe, o łuskowanym grzbiecie. We wszystkich szatach nieostatecznych biały ogon z czarnym paskiem na końcu.
WymiaryDługość ciała 39–46 cm, rozpiętość skrzydeł 92–120 cm; masa ciała 203–371 g.

## Zasięg, środowisko
Słone mokradła, przybrzeżne zatoki, plaże, wybrzeża środkowo-wschodniej i południowej części Ameryki Północnej oraz Karaibów. Część populacji przed zimą migruje na południe, zimowiska rozciągają się po południowe Peru i północne wybrzeże Brazylii.
Sporadycznie zalatuje do Europy. Do Polski zalatuje wyjątkowo – stwierdzono ją tylko 2 razy – w 2007 i 2017 roku.

## Rozród

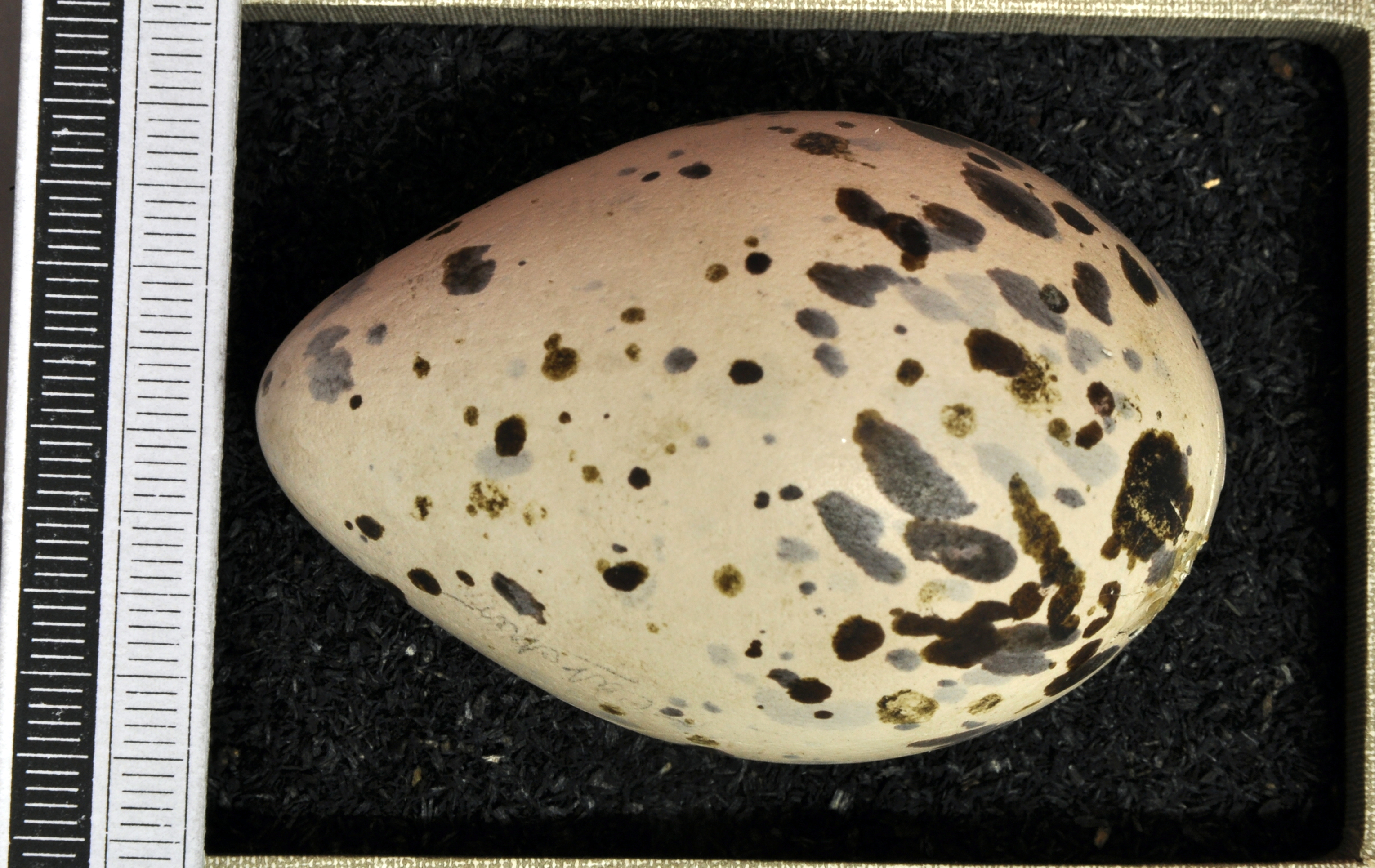
Jajo z kolekcji muzealnej

Mewy karaibskie gniazdują w koloniach liczących do 25 tysięcy par. Gniazdo na piasku, skałach, martwej roślinności lub ukryte wśród liści niskich roślin. Jest ono zbudowane z traw i roślinności słonych bagien. W zniesieniu 2–4 jaja. Ich inkubacja trwa 22–27 dni. Pisklęta mogą opuścić gniazdo już po pierwszym dniu od wyklucia, ale zwykle pozostają w nim przez kilka dni. W pełni opierzone staja się po około 35 dniach.

## Status i ochrona
Międzynarodowa Unia Ochrony Przyrody (IUCN) uznaje mewę karaibską za gatunek najmniejszej troski (LC – Least Concern) nieprzerwanie od 1988 roku. Globalny trend liczebności uznawany jest za wzrostowy, choć u niektórych populacji nie jest on znany.
W Polsce podlega ścisłej ochronie gatunkowej.

## Podgatunki
Wyróżnia się dwa podgatunki L. atricilla:
- L. a. megalopterus (Bruch, 1855) – wybrzeża południowo-wschodniej Kanady, wschodnich, południowych i skrajnie południowo-zachodnich USA do wschodniej Ameryki Centralnej; zimuje na południe po południowe Peru.
- L. a. atricilla (Linnaeus, 1758) – Indie Zachodnie do wysp u północnych wybrzeży Wenezueli; zimuje na południe po północne wybrzeże Brazylii.